# Звёздный путь (фильм, 1979)
«Звёздный путь» (англ. Star Trek: The Motion Picture) — американский научно-фантастический фильм 1979 года режиссёра Роберта Уайза, основанный на телесериале «Звёздный путь: Оригинальный сериал». Джин Родденберри, создатель сериала, также выступил продюсером фильма. Это первый полнометражный фильм, действие которого происходит во вселенной «Звёздный путь», с участием звёзд актёрского состава «Оригинального сериала». Действие фильма происходит в XXIII веке, когда таинственное и невероятно мощное инопланетное облако, известное как Ви’Джер, приближается к Земле, уничтожая всё на своём пути. Адмирал Джеймс Кирк (Уильям Шетнер) приняв на себя командование недавно переоборудованным звездолётом «Энтерпрайз», возглавляет миссию по спасению планеты и определению происхождения Ви’Джера.
Когда в 1969 году «Оригинальный сериал» был отменён, создатель «Звёздного пути» Джин Родденберри продвигал Paramount Pictures идею о продолжении франшизы полнометражным художественным фильмом. Успешная синдикация сериала убедила студию начать работу над проектом в 1975 году. Несколько писателей пытались создать «эпический» сценарий, но эти попытки не удовлетворили Paramount, и в 1977 году проект был закрыт. Вместо этого студия планировала вернуть франшизу на телеэкраны с новым сериалом под названием «Звёздный путь: Фаза II», однако кассовый успех фильма «Близкие контакты третьей степени» убедил Paramount в том, что научно-фантастические фильмы, такие как «Звёздные войны», могут преуспеть. Студия отменила производство «Фазы II» и возобновила свои попытки сделать фильм «Звёздный путь». В 1978 году Paramount собрала крупнейшую пресс-конференцию, проведённую в студии с 1950-х годов, чтобы объявить, что обладатель премии «Оскар» режиссёр Роберт Уайз будет снимать фильм на основе «Оригинального сериала» с бюджетом $15 миллионов. После отмены «Фазы II» сценаристы начали адаптировать запланированный пилотный эпизод «По твоему образу» в сценарий фильма. Постоянные изменения в сюжете и сценарии продолжались вплоть до ежечасных обновлений сценария в даты съёмки. «Энтерпрайз» был модифицирован изнутри и снаружи, дизайнер костюмов Роберт Флетчер придумал новую форму, а художник-постановщик Гарольд Майкельсон изготовил новое оборудование мостика. Джерри Голдсмит сочинил музыку для фильма, начав сотрудничество с франшизой, продолжавшееся до 2002 года. Когда первоначальные подрядчики по визуальным эффектам оказались не в состоянии выполнить свои задачи вовремя, руководитель эффектов Дуглас Трамбулл получил карт-бланш, чтобы успеть к выходу фильма в декабре 1979 года. Фильм смонтировали всего за несколько дней до премьеры; Уайз взял только что завершённый фильм на премьеру в Вашингтоне, но всегда чувствовал, что окончательная сценарная версия была лишь грубым наброском того фильма, что он хотел сделать.
Выпущенный в Северной Америке 7 декабря 1979 года, «Звёздный путь: Фильм» получил смешанные отзывы, во многих из них ленту обвиняли в отсутствии динамики и чрезмерном увлечении спецэффектами. Окончательная стоимость проекта выросла примерно до $46 миллионов, и он заработал $139 миллионов по всему миру, не дотянув до ожиданий студии, но собрав достаточно для Paramount, чтобы начать работу над менее дорогим сиквелом. Родденберри был отстранён от творческого контроля над продолжением, «Звёздный путь II: Гнев Хана» (1982 года). В 2001 году Уайз курировал работу над режиссёрской версией — специальным DVD-релизом фильма с улучшенным звуком, добавленными и расширенными сценами и новыми компьютерными эффектами.

## Сюжет
В 2273 году станция мониторинга Звёздного флота «Эпсилон-9» обнаруживает инопланетную силу, скрытую в массивном облаке энергии, движущуюся сквозь космос к Земле. Облако по пути следования с лёгкостью уничтожает три новых боевых корабля класса «К’тинга» Клингонской Империи и станцию мониторинга . На Земле звездолёт «Энтерпрайз NCC-1701» проходит капитальный ремонт; его бывший командир Джеймс Т. Кирк был повышен до адмирала и работает в Сан-Франциско в качестве начальника оперативного штаба Звёздного флота. Командование отправляет «Энтерпрайз» исследовать облачный объект, поскольку корабль является единственным в диапазоне перехвата, по дороге протестировав новые системы.
Ссылаясь на свой опыт, Кирк принимает командование звездолётом, разозлив капитана Уилларда Декера, который наблюдал за ремонтом в качестве нового капитана. Тестирование новых систем «Энтерпайза» идет плохо; два офицера, в том числе вулканский научный сотрудник Сонак, убиты неисправным транспортером, и неправильно откалиброванные двигатели почти уничтожают звездолёт. Незнание Кирком новых систем корабля увеличивает напряжение между ним и Декером, который был временно понижен до первого офицера. Коммандер Спок прибывает в качестве замены офицера по науке и рассказывает, что во время прохождения ритуала по очищению разума от эмоций на Вулкане он почувствовал сознание, которое, по его мнению, исходит из облака, и не смог завершить ритуал, потому что его человеческая половина ощутила эмоциональную связь с ним.
«Энтерпрайз» перехватывает энергетическое облако и атакует находящийся внутри инопланетный корабль, называющий себя Ви’Джер (англ. V'Ger). На мостике появляется зонд, который атакует Спока и похищает штурмана Илию. Она заменена роботизированной копией — ещё одним зондом, посланным Ви’Джером для изучения экипажа. Декер расстроен потерей Илии, с которой у него были романтические отношения. Его озабоченность усиливается при попытке извлечь информацию из двойника, в котором находятся воспоминания и чувства Илии. Спок выходит в открытый космос и пытается телепатически соединиться с инопланетным кораблём. При этом он узнаёт, что корабль — это и есть Ви’Джер, живая машина.
В центре массивного корабля обнаруживается, что Ви’Джер — часть программы американских космических аппаратов «Вояджер» (аппарат № 6, не запущенный в реальности), космический зонд земли XX века, считавшийся потерянным в чёрной дыре. Повреждённый зонд был найден инопланетной расой живых машин, которые интерпретировали его программу как инструкцию узнать все, что можно узнать, и вернуть эту информацию своему создателю. Машины модернизировали зонд для выполнения его миссии, и по пути зонд собрал так много знаний, что обрёл сознание. Спок понимает, что у Ви’Джера отсутствует способность дать себе цель, отличную от своей первоначальной миссии; узнав всё, что может, на своём пути домой, он находит своё существование бессмысленным. Прежде чем передать всю информацию, Ви’Джер настаивает на том, чтобы Творец пришел лично, чтобы завершить программу. Команда осознаёт, что под творцом Ви’Джер понимает человека. Декер предлагает себя Ви’Джеру; он сливается с зондом Илии и Ви’Джером, создавая новую форму жизни, которая исчезает в другом измерении. Земля спасена, и Кирк направляет «Энтерпрайз» в космос для будущих миссий.

## В ролях
- Уильям Шетнер (Джеймс Т. Кирк) — бывший капитан «Энтерпрайз NCC-1701» и адмирал в штаб-квартире Звёздного флота. Когда в марте 1978 года на пресс-конференции его спросили, каково было вернуться к этой роли, Шетнер сказал: «Актёр привносит в роль не только концепцию персонажа, но и свою собственную базовую личность, вещи, которые её составляют, и мы оба (Леонард Нимой и я) изменились за эти годы, во всяком случае в какой-то степени, и мы непреднамеренно привнесём эти изменения в роли, которую мы воссоздадим[4]».
- Леонард Нимой (Спок) — наполовину вулканец, наполовину землянин, офицер по науке «Энтерпрайза». Нимой был недоволен невыплаченными гонорарами за «Звёздный путь» и не собирался повторять роль, поэтому Спок был исключён из сценария. Режиссёр Роберт Уайз, узнав от дочери и зятя, что фильм «не будет Звёздным путём» без Нимоя, отправил Джеффри Катценберга в Нью-Йорк, чтобы встретиться с актёром. Катценберг дал Нимою чек, чтобы компенсировать его потерянные гонорары, и актёр уже присутствовал на пресс-конференции в марте 1978 года вместе с остальными актёрами. Нимой был недоволен сценарием, и его встреча с Катценбергом привела к соглашению, что окончательный сценарий должен быть согласован с Нимоем[5]. Несмотря на финансовые проблемы, Нимой сказал, что ему комфортно быть идентифицированным как Спок, потому что это положительно повлияло на его славу[4].
- Дефорест Келли (Леонард Маккой) — главный врач на борту «Энтерпрайза». У Келли были претензии к сценарию, он чувствовал, что персонажи и их отношения из сериала не отражены в фильме. Вместе с Шетнером и Нимоем Келли добивался большей характерности, но их мнения в основном игнорировались[6].
- Джеймс Духан (Монтгомери Скотт) — главный инженер «Энтерпрайза». Духан создал оригинальный клингонский словарь, используемый в фильме[7]. Позже лингвист Марк Окранд разработал полностью реализованный клингонский язык, основанный на выдуманных актёром словах[8].
- Уолтер Кёниг (Павел Чехов) — офицер по вооружениям «Энтерпрайза». Кёниг отметил, что ожидаемого чувства товарищества и эйфории при сборе для кинопроб в начале картины не было. «Это может быть Star Trek, — писал он, -но это не старый Star Trek». Актёр возлагал надежды на фильм, но был несколько разочарован эпизодической ролью своего персонажа[9].
- Нишель Николс (Ухура) — офицер связи на борту «Энтерпрайза». Николс отметила в своей автобиографии, что она была одним из актёров, больше всего противостоявших новой униформе разработанной для фильма, потому что одинаковая унисекс-одежда выглядела «не Ухура»[10].
- Джордж Такеи (Хикару Сулу) — рулевой «Энтерпрайза». В своей автобиографии Такеи описал съёмочный график фильма как «удивительно роскошный», но отметил, что частые изменения сценария во время производства «обычно благоприятствовали Биллу» (Шетнеру)[11].
- Персис Хамбатта (Илиа) — дельтанка, навигатор «Энтерпрайза». Хамбатта была в группе актёров, ещё когда кинофильм был телевизионным пилотом. Она не отказалась от роли даже после того, как Родденберри предупредил её, что придётся полностью побрить голову для съёмок[12].
- Стивен Коллинз (Уиллард Декер) — новый капитан «Энтерпрайза». Он временно понижен до командира и первого офицера, когда Кирк принимает командование звездолётом. Коллинз был совершенно незнаком с франшизой, никогда не видел ни одного эпизода сериала. Гримёрка Келли находилась рядом с гримёркой Коллинза, и старший актёр стал его наставником в постановке[13].

Другие актёры из телесериала, вернувшиеся в фильме, включают Меджел Барретт в качестве Кристин Чапел, врача на борту «Энтерпрайза», и Грейс Ли Уитни в качестве Дженис Рэнд, одного из референтов Кирка. Дэвид Готро, выбранный на роль Зона в отменённом втором телесериале, сыграл камео в роли Бранча, командира станции связи «Эпсилон-9». Марк Ленард, сыгравший командира клингонского звездолёта в начале фильма, играл отца Спока, Сарека, в телесериале и в более поздних художественных фильмах.

## Производство

### Предыстория
Оригинальный телесериал «Звёздный путь» транслировался NBC в течение трёх сезонов с 1966 по 1969 год. Шоу никогда не считалось хитом среди руководителей сети, и низкие рейтинги Нильсена сериала укрепили их опасения. Когда проект отменили, владелец Paramount Pictures надеялся хотя бы окупить свои производственные потери, продавая права на синдикацию. Сериал перевыпустили осенью (сентябрь/октябрь) 1969 года, а к концу 1970-х годов он был продан на более чем 150 внутренних и 60 международных рынках. «Звездный путь» стал культовым, и стали появляться слухи о возрождении франшизы.
Родденберри впервые предложил снять фильм по «Звёздному пути» на Всемирной научно-фантастической конвенции 1968 года. Сюжет предполагал показ событий до телесериала, демонстрирующих, как подобралась команда «Энтерпрайза». Популярность синдицированного «Звёздного пути» заставила Paramount и Родденберри начать разработку фильма в мае 1975 года. На разработку сценария Джину Родденберри было выделено от $3 до $5 миллионов. К 30 июня он подготовил сценарий, который считал приемлемым, но руководители студии не согласились. В этом первом варианте, названном «Божественная сущность» (англ. The God Thing), был изображен повышенный до адмирала Кирк, собирающий старый экипаж на переоборудованном «Энтерпрайзе», чтобы столкнуться с богоподобным существом размером в несколько миль, мчащимся к Земле. Объект оказывается сверхсовременным компьютером, наследием коварной расы, изгнанной из своего измерения. Кирк побеждает, сущность возвращается в своё измерение, а экипаж «Энтерпрайза» возобновляет свои путешествия. Основные предпосылки и сцены, такие как авария транспортера и вулканский ритуал Спока, были отклонены, но позже вернулись в сценарий. Фильм был отложен до весны (март/апрель) 1976 года, в то время как Paramount собирала новые сценарии для «Звёздный путь II» (рабочее название) от известных писателей, таких как Рэй Брэдбери, Теодор Старджон и Харлан Эллисон. История Эллисона содержала змееподобную инопланетную расу, вмешивающуюся в историю Земли, чтобы создать родственный народ; Кирк воссоединяется со своей старой командой, но они сталкиваются с дилеммой убийства расы рептилий в доисторической истории Земли, чтобы сохранить господство человечества. Когда Эллисон представил свою идею, один из руководителей предложил Эллисону почитать «Колесницы богов» и включить цивилизацию Майя в свою историю, что взбесило писателя, знающего, что Майя не существовало на заре времён. К октябрю 1976 года Роберт Силверберг был подключен для работы над сценарием вместе со вторым писателем, Джоном Д. Ф. Блэком, чей вариант предлагал чёрную дыру, угрожающую поглотить все существующее. Родденберри объединился с Джоном Повиллом, чтобы написать новую историю, в которой экипаж звездолёта «Энтерпрайз» попадает в изменённую вселенную при путешествии во времени; как и идею Блэка, Paramount не посчитала её достаточно эпической.
Актёрский состав оригинального «Звёздного пути», согласившийся участвовать в новом фильме, с контрактами, пока ещё неподписанными до утверждения сценария, беспокоился о постоянных задержках и начал принимать другие актёрские предложения, в то время как Родденберри работал с Paramount. Студия решила передать проект телевизионному отделу, мотивируя это тем, что, поскольку корни франшизы находятся в телевидении, сценаристы смогут разработать правильный сценарий. Было предложено несколько идей, которые в итоге были отвергнуты. По мере того как интерес высших руководителей к фильму начал ослабевать, Родденберри, опираясь на письма поклонников, оказывал давление на студию. В июне 1976 года Paramount назначила Джерри Айзенберга, молодого и активного продюсера, исполнительным продюсером проекта, бюджет которого был увеличен до $8 миллионов. Джону Повиллу было поручено найти больше писателей для разработки сценария. В его список вошли Эдвард Анхальт, Джеймс Голдмен, Фрэнсис Форд Коппола, Джордж Лукас, Эрнест Леман и Роберт Блох. Конечным результатом стал список из 34 имен, ни одно из которых не было выбрано для написания сценария. Наконец, для написания были наняты британские сценаристы Крис Брайант и Аллан Скотт, написавшие сценарий триллера Дональда Сазерленда «А теперь не смотри». Брайант считал, что он заслужил назначение сценариста, потому что его взгляд на Кирка напоминал то, что Родденберри смоделировал ранее: «один из капитанов Горацио Нельсона в южной части Тихого океана, шесть месяцев вдали от дома и три месяца без связи». Повилл также составил список возможных режиссёров, включая Копполу, Стивена Спилберга, Лукаса и Роберта Уайза, но все они были заняты в то время (или не хотели работать над небольшим бюджетом). Филип Кауфман был нанят в качестве режиссёра и прошел краткий курс по сериалу. Родденберри показал ему десять эпизодов из «Оригинального сериала», в том числе наиболее характерные для шоу, которые он считал наиболее популярными: «Город на краю вечности», «Дьявол в темноте», «Время ярости», «Путь на Вавилон», «Увольнение на берег», «Проблема с трибблами», «Враг изнутри», «Корбомитный манёвр», «Эта сторона рая» и «Доля в деле». Начало работ было многообещающим, и к осени 1976 года проект набирал обороты.
В течение этого времени поклонники организовали почтовую кампанию, которая затопила Белый дом письмами, заставив президента США Джеральда Форда переименовать новый космический челнок с «Конституции» на «Энтерпрайз». Джин Родденберри и большая часть актёров «Звёздного пути» присутствовали при презентации челнока 17 сентября 1976 года.
8 октября 1976 года Брайант и Скотт представили 20-страничное предложение на сценарий под рабочим названием «Звёздный путь: Планета титанов» (англ. Star Trek: Planet Of Titans), которое понравилось руководителям Барри Дилеру и Майклу Айснеру. В нём Кирк и его команда сталкиваются с существами, которые по их мнению являются мифическими Титанами, и путешествуют во времени на миллионы лет назад, случайно обучая раннего человека добывать огонь. «Планета Титанов» также исследовала концепцию третьего глаза. С принятием студией этого варианта Родденберри немедленно прекратил работу над другими проектами, чтобы переориентироваться на «Звёздный путь», а сценаристы и Изенберг были завалены благодарственными письмами поклонников. Джерри Айзенберг начал разведку мест съёмок, нанял дизайнеров и иллюстраторов. Ключевым среди них был знаменитый художник-постановщик Кен Адам, который сказал: «Ко мне подошел Джин Родденберри, и мы поладили, как дом в огне». Адам стал дизайнером фильма. Он нанял художника Ральфа Маккуорри, пришедшего из «Звёздных войн». Они работали над дизайном планет, планетарных и астероидных баз, шлейфа чёрной дыры, кристаллического «супер мозга», и новыми концепциями для «Энтерпрайза», в том числе интерьеров, которые Адам позже использовал для фильма «Лунный гонщик» и плоским корпусом звездолёта (часто приписывают Маккуорри, но Маккуорри в собственной книге говорит, что это конструкция Адама). Маккуорри рассказывал, что «сценария не было» и был «экспромт». Когда, через три месяца для Адама и «полтора месяца» для Маккуорри, фильм сложился, их концепции были отложены в долгий ящик, хотя некоторые из них были применены в более поздних постановках.
Первый проект готового сценария был закончен только 1 марта 1977 года, и был описан как «сценарий комитета» и отклонен студией несколько недель спустя. Брайант и Скотт из-за нерешительности Paramount оказались между противоречивыми идеями Родденберри и Кауфмана о том, каким должен быть фильм. Чувствуя, что «физически невозможно» создать сценарий, удовлетворяющий все стороны, они покинули проект по взаимному согласию 18 марта 1977 года. «Мы умоляли, чтобы нас уволили». Кауфман переосмыслил сюжет со Споком как капитаном своего корабля и включил в него Тосиро Мифунэ в роли клингонского врага Спока, но 8 мая Катценберг сообщил режиссёру, что фильм отменён, менее чем за три недели до выхода «Звёздных войн».

### Фаза II и перезапуск
Барри Дилер был обеспокоен тем, что «Звёздный путь» пошёл в направлении «Планеты Титанов», и предложил Родденберри, что пришло время вернуть франшизу к её корням как телесериал. Дилер планировал новый сериал «Звёздный путь», который станет краеугольным камнем новой телевизионной сети. Хотя Paramount не хотелось отказываться от своей работы над фильмом, Родденберри хотел привлечь сотрудников из «Оригинального сериала» к работе над новым шоу под названием «Звёздный путь: Фаза II».
Продюсеру Гарольду Ливингстону было поручено найти сценаристов для новых эпизодов, в то время как Родденберри подготовил «Руководство для писателей», знакомящее непосвящённых с каноном франшизы. Из первоначального состава только Леонард Нимой заявил, что не вернётся. Чтобы заменить Спока, Родденберри придумал вулканского вундеркинда по имени Зон. Поскольку Зон был слишком молод, чтобы выполнять роль первого офицера, Родденберри придумал коммандера Уильяма Декера, а позже добавил Илию. Новая серия пилотного эпизода «По твоему образу» была основана на двухстраничном наброске Родденберри о зонде НАСА, возвращающемся на Землю, обретя чувства. Алан Дин Фостер написал обработку для пилота, которую Ливингстон превратил в сценарий. Когда сценарий был представлен Майклу Эйснеру, он объявил его достойным художественного фильма. В то же время успех фильма «Близкие контакты третьей степени» показал, что успех «Звёздных войн» в прокате может повториться. 11 ноября, всего за две с половиной недели до начала производства «Фазы II», студия объявила, что телесериал отменен в пользу нового художественного фильма. Актёры и команда, которые были наняты в понедельник, были уволены к пятнице, и строительство остановилось. Производство было перенесено на апрель 1978 года, чтобы можно было модернизировать необходимые сценарии, наборы и гардероб.
28 марта 1978 года Paramount собрал крупнейшую пресс-конференцию, проведённую в студии с тех пор, как Сесил Б. Демилль объявил, что он делает «Десять заповедей». Эйснер объявил, что удостоенный премии «Оскар» Режиссёр Роберт Уайз будет руководить экранизацией на основе телесериала под названием «Звёздный путь: Фильм». Уайз видел только несколько эпизодов «Звёздного пути», поэтому Paramount дал ему около дюжины для просмотра. Бюджет прогнозировался на уровне $15 миллионов. Деннис Кларк (сценарист американского вестерна 1978 года «Приходит всадник») был приглашен переписать сценарий и включить Спока, хотя ему не нравился Родденберри, требовавший своего единоличного указания в титрах. Ливингстон вернулся как сценарист, и хотя он также находил требования Родденберри неразумными, Уайз и Катценберг убедили его продолжать переписывать сценарий на протяжении всего производства.
Сценаристы начали адаптировать сценарий фильма «По твоему образу», но он был завершён только через четыре месяца после начала производства. Уайз считал, что хотя сюжет получился достаточно проникновенным, действие и визуальные эффекты могли быть более захватывающими. По мере приближения предполагаемого начала съёмок в конце весны 1978 года стало ясно, что нужна новая дата начала. Время было существенным фактором; Paramount беспокоился, что их научно-фантастический фильм появится в конце цикла, теперь, когда у каждой крупной студии был подобный фильм в работе. Ливингстон описал проблему писателей с историей, назвав её «неосуществимой»:
«У нас был чудесный соперник, такой всесильный, что для нас, чтобы победить его или даже общаться с ним или иметь какие-либо отношения с ним, пришлось сделать первоначальную концепцию истории ложной. Вот эта гигантская машина, которая на миллион лет продвинулась дальше нас. Как, черт возьми, мы можем с этим справиться? На каком уровне? По мере развития сюжета все работало до самого конца. Как вы решаете эту проблему? Если люди могут победить эту чудесную машину, это действительно не так здорово, не так ли? Или, если это действительно здорово, понравится ли нам те люди, которые победят его? Должны ли они победить его? Кто герой рассказа? Вот в чём была проблема. Мы экспериментировали со всеми видами подходов … мы не знали, что делать с концовкой. Мы всегда оказывались у глухой стены.»
Из-за вероятных изменений, актёрам сначала сказали не запоминать последнюю треть сценария, в которую постоянно вносились изменения от продюсеров, а также Шетнера и Нимоя. Обсуждения вели к повторным переписываниям, вплоть до того дня, когда страницы должны были быть сняты. В какой-то момент сцены переписывались так часто, что приходилось отмечать на страницах сценария час ревизии. Хотя изменения были постоянными, самые большие усилия прилагались для изменения концовки. Большая часть переписывания была связана с отношениями Кирка и Спока, Декера и Илии, а также «Энтерпрайза» и «Ви’Джера». Окончательный вариант третьего акта был одобрен в конце сентября 1978 года, но если бы не интервью в «Пентхаусе», в котором директор НАСА Роберт Джастроу сказал, что механические формы жизни вероятны, конец, возможно, вообще не был бы одобрен. К марту 1979 года осталось менее 20 неизменённых страниц из 150 оригинального сценария.

### Дизайн
Первые новые комплекты декораций (предназначенные для «Фазы II») были построены 25 июля 1977 года. Изготовление контролировалось Джозефом Дженнингсом, художественным руководителем, участвовавшим в «Оригинальном сериале», экспертом по спецэффектам Джимом Раггом и бывшим дизайнером «Звёздного пути» Мэттом Джефферисом, в качестве консультанта из сериала «Маленький домик в прериях». Когда телесериал был отменен и началась работа над фильмом, для широкоформатного кино потребовались новые декорации.
| Объект | Сцена            | Стоимость  | Стоимость |
| --- | ---------------- | ---------- | --------- |
| |                  |            |           |
| Мостик | 9                | $205,000   |           |
| Коридоры, Транспортер, Медицинская часть, Каюта Кирка | 9                | $258,000   |           |
| Офисный комплекс | 9                | $100,000   |           |
| Грузовая палуба | 18               | $52,000    |           |
| Входная зона Спока | 17               | $6,000     |           |
| Палуба для отдыха | 8                | $252,000   |           |
| Воздушный шлюз | 6                | $25,000    |           |
| Каюта Илии | 9                | $3,000     |           |
| Планета Вулкан | Б-Танк           | $42,000    |           |
| Кабинет офицеров | 6                | $19,000    |           |
| Котлован† | 17               | $130,000   |           |
| Прогулочное крыло | 8                | $23,000    |           |
| Ви’Джер | 15               | $105,000   | ‡         |
| Трамвайная остановка в Сан-Франциско | 12, 15           | $240,000   | §         |
| Стена памяти† | 6                | $250,000   |           |
| Клингонский мостик | 12, 14           | $175,000   |           |
| Эпсилон-9 | 12, 14           | $40,000    |           |
| Общая стоимость: | Общая стоимость: | $1,985,000 |           |
| Примечание: все цифры округлены до тысячи долларов † сцена исключена ‡ цифра не включает в себя дополнительные $ 85000 для специального освещения § цифра включает в себя расходы на трамвай |                  |            |           |

Уайз попросил Гарольда Майкельсона стать художником-постановщиком фильма, и Майкельсон начал работу с переделки декораций, оставшихся от «Фазы II». Первым подвергся изменению мостик «Энтерпрайза», который был почти завершён. Сначала Майкельсон удалил новую оружейную установку Чехова — полукруглый пластиковый пузырь, привинченный с одной стороны к стене мостика. Идея для «Фазы II» заключалась в том, что Чехов смотрел бы в пространство, в то время как перекрестие прицела в пузыре отслеживало цели. Уайз вместо этого хотел, чтобы установка Чехова была лицом к зрителям, трудная просьба, поскольку конструкция была в основном круговой. Иллюстратор Майкл Минор создал новый облик станции, используя плоский край в углу конструкции.
Потолок мостика был реконструирован под впечатлением от вентилятора реактивного двигателя. Минор построил центральный пузырь для потолка, чтобы добавить мостику человеческий контакт с окружающим миром. Якобы, пузырь функционировал как часть сложного оборудования, предназначенного для информирования капитана о позиции корабля. Большая часть консолей мостика, спроектированных Ли Коулом, осталась от отменённого телесериала. Коул перешёл в производственную команду фильма и создал большую часть визуального оформления. Чтобы информировать актёров и сценаристов сериала, Ли подготовил Руководство по полётам на «Энтерпрайзе» — сценическое руководство по управляющим функциям декораций корабля и мостика. Необходимо было, чтобы все главные актёры были знакомы с последовательностями управления на своих станциях, поскольку каждая панель активировалась прикосновением через теплочувствительные пластины. Мощность лампочек под кнопками пластиковых консолей была снижена с 25 Вт до 6 Вт после того как выяснилось, что оригинальные лампы плавят пульт управления.. Сиденья были покрыты материалом, используемым из-за его растягивающей способности и способности легко окрашиваться. Внутри двух консолей научной станции были установлены гидравлические механизмы, чтобы их можно было вкатывать в стены, когда они не используются, но эта система была отключена, когда экипаж обнаружил, что было бы легче перемещать их вручную..
Помимо интерфейсов управления, набор мостика был заполнен анимациями циклов мониторов. Каждый овальный монитор представлял собой экран задней проекции, на котором для каждого спецэффекта зацикливались последовательности плёнок 8 мм и 16 мм. Производственная команда приобрела 42 фильма для этой цели у компании Stowmar Enterprises из Арлингтона, штат Вирджиния. Кадры Стоумара были исчерпаны всего за несколько недель съёмок, и стало ясно, что новые мониторные фильмы понадобятся быстрее, чем их сможет изготовить внешний поставщик. Коул, Минор и ещё один художник-постановщик, Рик Штернбах, работали вместе с Повиллом над разработкой более быстрых способов съёмки новых кадров. Коул и Повилл арендовали осциллограф на день и засняли его показания. Другие кадры были получены из больницы Лонг-Бич, Калифорнийского университета в Сан-Диего и экспериментальных компьютерных лабораторий в Нью-Мексико. Всего было создано более 200 единиц видеоряда.
Машинное отделение «Энтерпрайза» перепроектировали с учётом теории о том, что внешний вид должен соответствовать площади, видимой с внешней стороны звездолёта. Майкельсону хотелось, чтобы машинное отделение выглядело просторным, чего трудно добиться на небольшой сцене. Чтобы создать иллюзию глубины и больших видимых расстояний, сотрудники художественного отдела разработали дизайн, использующий принудительную перспективу. Сценограф Льюис Сплитгербер считал машинное отделение самым трудным для реализации. На плёнке машинное отделение казалось длиной в сотни футов, но на самом деле павильон был всего 40 футов (12 м) в длину. Чтобы добиться правильного внешнего вида, пол был наклонен вверх и сужен, в то время как маленькие актёры трёх, четырёх и пяти футов роста были использованы в кадре, чтобы создать впечатление, что они далеко от камеры. Для визуального расширения инженерного комплекса, напольные картины увеличили размер помещения варп-ядра на несколько этажей. Компания J. C. Backings создала эти декорации; подобные декорации были использованы для того чтобы увеличить длину коридоров корабля и размеры комнаты отдыха.
Также Майкельсон перестроил коридоры «Энтерпрайза». Первоначально коридоры были прямыми фанерными конструкциями, напоминающими «Оригинальный сериал», которые Родденберри назвал «Стиль Де-Мойнского Holiday Inn». Для того чтобы уйти от этого, Майкельсон создал новую изогнутую и угловую конструкцию. Родденберри и Уайз согласились с Майкельсоном, что через 300 лет освещение не должно быть над головой, поэтому использовалось освещение, излучаемое вверх от пола. Различные схемы освещения использовались для имитации различных палуб корабля в одной и той же декорации коридора. Алюминиевые панели на стенах снаружи кают Кирка и Ильи были покрыты оранжевой тканью Ultrasuede для выделения жилых отсеков корабля.
Первоначально транспортер был разработан для телесериала в целях удобства: было бы непомерно дорого показывать посадку «Энтерпрайза» на каждой новой планете. Для редизайна Майкельсон чувствовал, что транспортер должен выглядеть более мощным. Он добавил герметичную диспетчерскую, которая защищала бы операторов от выбросов энергии во время работы транспортера. Пространство между платформой транспортера и операторами было заполнено сложными приборами, а кинематографист Ричард Клайн добавил жуткое освещение для атмосферы.
После того, как редизайн имеющихся декораций звездолёта «Энтерпрайз» был завершен, Майкельсон обратил своё внимание на создание новых декораций, также необходимых для фильма. Комната отдыха заняла всё помещение звуковой сцены, небольшую комнату, построенную для запланированного телесериала; это был самый большой интерьер в фильме. Комплекс был 24 футов (7,3 м) в высоту, украшен 107 единицами изготовленной на заказ мебели, и вмещал 300 человек для съёмок. Под большим смотровым экраном на одном конце съёмочной площадки располагалась серия художественных панелей с иллюстрациями предыдущих кораблей под названием «Энтерпрайз». Одним из кораблей был челнок «Энтерпрайз» НАСА, добавленный по просьбе Джина Родденберри:
«Некоторые поклонники предлагали, чтобы наш новый „Энтерпрайз“ где-нибудь имел мемориальную доску в память о том, что он был назван в честь первого космического челнока, запущенного с Земли в 1970-х годах. Это интригующая идея. Она также даёт рекламные преимущества, будучи грамотно реализованной в нужное время. Это также не повредит чувствам НАСА. Оставляю на ваше усмотрение, где вы хотите разместить [этот рисунок] на звездолёте.»
Ещё одной крупной строительной задачей был павильон Ви’Джер, прозванный производственным персоналом «Колизей» или «микроволновый вок». Комплекс был спроектирован и изготовлен за четыре с половиной недели и имел возможность вести съемку под любым углом; части комплекта были разработаны съёмными, чтобы улучшить доступ камеры к центру. На протяжении производства «Звёздный путь: Фильм» использовал 11 из 32 павильонов Paramount, больше, чем любой другой фильм на тот момент. Чтобы сэкономить деньги, координатор строительства Джин Келли разбирал павильоны со своей собственной командой сразу после съёмок, чтобы снизить издержки Paramount по демонтажу декораций. Окончательная стоимость декораций составила приблизительно $1,99 миллиона, не считая расходов на декорации «Фазы II».

### Реквизит и модели
Первые модели звездолётов для фильма «Звёздный путь» были небольшими моделями для фильма по сценарию «Планета Титанов», созданными по проектам Адама и МакКуарри. Эти варианты с плоским корпусом были отброшены, когда этот фильм был отменен (хотя один позже использовался в космическом доке в фильме «Звёздный путь 3: В поисках Спока», а другой позже появился в сериале «Звёздный путь: Следующее поколение» в эпизоде «Лучший из двух миров»).
Когда сериал «Фаза II» находился в разработке, дизайнер «Оригинального сериала» Мэтт Джефферис обновил дизайн звездолёта «Энтерпрайз», чтобы показать большую тарелку с двумя турболифтами на мостике, более широкий вторичный корпус, стыковочные порты, торпедный аппарат для пуска фотонных торпед в основании «шеи» корабля и угловые стойки, поддерживающие гондолы. Форма гондол была изменена на менее цилиндрическую, также они были оснащены светящимися решетками по бокам. Аналогичным образом художником Майком Минором был переработан дизайн орбитального дока, космического офисного комплекса и Ви’Джера. К моменту отмены «Фазы II» Дон Лоос из Brick Price Movie Miniatures построил модель «Энтерпрайза» длиной примерно в пять футов, а также модели сухого дока и Ви’Джера. Все эти модели были отброшены (хотя модель «Энтерпрайза» Лооса была использована как взорванный «Энтерпрайз» в «Звёздном пути 3: В поисках Спока»).
Когда проект, наконец, стал кинофильмом, арт-директор Robert Abel and Associates Ричард Тейлор хотел полностью перепроектировать звездолёт, но Родденберри настоял на форме, разработанной Джефферисом для «Фазы II». Тейлор сосредоточился на деталях, придав ему стилизацию, которую он считал «почти ар-деко». Концепт-художник Эндрю Проберт помог доработать редизайн. Общая форма и пропорции корабля «Фазы II» были сохранены, но углы, кривые и детали уточнены. Тейлор взял на себя гондолы, а Проберт — остальную часть корабля. Изменения включали в себя «радиаторные решетки» на колпаках гондол, светящуюся дефлекторную тарелку, новый импульсный двигатель, новые формы для кормовой части и ангарных дверей вторичного корпуса, больше стыковочных портов, более круглые окна, люки и окна для смотрового зала, палубы отдыха и дендрария. Проберт также заменил трубу вооружения корабля «Фазы II» торпедной палубой с двумя пусковыми аппаратами и добавил такой элемент, как функция разделения тарелки и остального корабля, которая никогда не использовалась ни на одной плёнке с изображением данной модели.
Большинство моделей в фильме были созданы Magicam, дочерней компанией Paramount. Основная модель «Энтерпрайза» имела восемь футов в длину в масштабе 1/120, или 1 дюйм (2,5 см) к 10 футам (3,0 м). На строительство ушло 14 месяцев и $150 тысяч. Вместо стандартного стекловолокна, использованного для старых моделей, новый звездолёт был построен из легкого пластика и весил 85 фунтов (39 кг). Самая большая проблема заключалась в том, чтобы убедиться, что соединительная дорсальная шейка и двойные стойки варп-гондол достаточно прочны, чтобы ни одна часть модели корабля не провисала, не изгибалась и не дрожала, когда модель перемещалась, что было сделано с помощью сварного алюминиевого каркаса. Завершённая модель могла поддерживаться в одной из пяти возможных точек для съёмки с любого необходимого угла. Вторая, 20-дюймовая (50,8 см) модель корабля использовалась для дальних съёмок. В то время как поверхность корпуса оставалась гладкой, она была обработана специальной краской, которая делала её поверхность радужной при определённом освещении. За некоторыми окнами были вставлены прозрачные плёнки с декорациями фильма, а за другими — в качестве шуток — с портретами Проберта, других продюсеров и Микки Мауса. Дизайн «Энтерпрайза» был переработан снова после увольнения Abel & Associates.
Magicam также изготовил модель космического дока, видимого во время первого появления «Энтерпрайза» в фильме. Размеры модели: 4 фута x 10 футов x 6 футов (1,22 м х 3,05 м х 1,83 м), 56 неоновых панелей требовали 168,000 вольт и отдельный стол с трансформаторами для работы; окончательная цена модели $200,000.
Проблемы вызвало производство Ви’Джера. Команда была недовольна оригинальной четырёхфутовой моделью, созданной Abel & Associates, которая выглядела как модернизированная подводная лодка «Наутилус» капитана Немо. Промышленный дизайнер Сид Мид был нанят для визуализации новой версии гигантского корабля. Мид создал машину, содержащую органические элементы, на основе предложений от Уайза, Родденберри и руководителей группы эффектов. Готовая модель была длиной 68 футов (21 м), она строилась начиная с задней части, так что съёмочные группы могли снимать в то время, как модель ещё достраивалась. Модель была построена из множества материалов — дерева, пены, макраме, пенопластовых стаканчиков, ламп накаливания, неоновых и стробоскопических ламп.
Дик Рубин занимался реквизитом фильма и устроил импровизированный офис в углу павильона 9 на всё время производства. Философия Рубина, как специалиста по реквизиту, заключалась в том, что почти каждый актёр или статист должен иметь что-то в своих руках. Таким образом, Рубин разработал и изготовил около 350 единиц реквизита для фильма, 55 из которых были использованы только в сцене с трамваем в Сан-Франциско. Многое из реквизита, ранее использованного в телесериале, было обновлено, например фазеры и портативные коммуникаторы. Единственным реквизитом, оставшимся от «Оригинального телесериала», был беспроводной наушник Ухуры, который Николс специально запросила в первый день съёмок (и вся съёмочная группа, кроме тех, кто работал на телешоу, забыла об этом). Новый фазер был полностью автономным, со своей собственной схемой, батареями и четырьмя мигающими огнями. Реквизит обошелся в солидную сумму в $4000; чтобы сэкономить деньги, огни удалили, уменьшив размер фазера на треть. Всего для фильма было изготовлено 15 устройств. Коммуникаторы были радикально изменены, так как в 1970-х микроминиатюризация электроники убедила Родденберри, что громоздкие портативные устройства, использовашиеся в телесериале, уже не правдоподобны. Было решено создать наручные часы с условием, что они будут выглядеть совсем не так, как часы, которыми Дик Трейси пользовался десятки лет назад. Было изготовлено двести коммуникаторов, но только некоторые из них были топ-моделями за $3500, которые использовались для крупных планов устройства. Большая часть реквизита была сделана из пластика, так как Рубин считал, что в будущем будут использоваться почти исключительно искусственные материалы.

### Костюмы и грим
Родденберри твёрдо верил, что одноразовая одежда — это будущее швейной отрасли, и эта идея использовалась в костюмах кинофильма. Уильям Уэр Тейсс, дизайнер, создавший костюмы для «Оригинального сериала», был слишком занят, чтобы работать над фильмом. Вместо этого Роберт Флетчер, считавшийся одним из самых успешных костюмеров и сценических дизайнеров Американского театра, был выбран для разработки новой униформы, костюмов и другой одежды для постановки. Флетчер отказался от искусственной синтетики ради натуральных материалов, находя, что эти ткани шьются лучше и более долговечны. Поскольку времена изменились, форма Звёздного флота, с её яркими красными, синими, зелёными и золотыми цветами, должна была быть пересмотрена: мини-юбки, которые носили женщины в «Оригинальном сериале», в это время считались бы сексистскими. Уайз считал, что оригинальная многоцветная униформа слишком кричащая, и Флетчер полагал, что яркость этих старых моделей будет работать против правдоподобия, когда они будут показаны на широком экране. Первой задачей дизайнера было создать новую, менее заметную униформу.
В «Оригинальном сериале» деление по должностям обозначалось цветом рубашки; для фильма эти цветовые коды превратились в небольшие пятна на униформе каждого человека. Символы на знаке Звёздного Флота, которые ранее обозначали служебные подразделения, командование, науку, медицину, инженерное дело и так далее, были заменены единым символом для всех подразделений, наложенным поверх цветного круга, указывающего подразделение. Синий цвет прежней униформы был отброшен из опасения, что они могут помешать синим экранам, используемым для оптических эффектов. Были изготовлены три типа униформы: парадная форма, используемая для особых случаев, униформа класса А для регулярной службы и униформа класса В в качестве альтернативы. Модели класса А были дважды прошиты габардином и украшены золотой тесьмой, обозначающей ранг. Считалось, что традиционные четыре золотые нашивки на рукавах для капитанского звания были слишком откровенно милитаристскими. Повиллу пришлось послать Флетчеру памятку с изменённой системой рангов в полоску, поскольку дизайнер продолжал путать XX-й и XXIII-й века. Флетчер разработал форму класса B, похожую на эволюционировавшие футболки, с плечевыми нашивками, используемыми для обозначения ранга и служебных подразделений. Каждый костюм имел обувь, встроенную в штанину для дальнейшего футуристического вида. Итальянскому сапожнику, награждённому итальянским правительством за изготовление обуви Gucci, было поручено создать футуристическую обувь. Сочетание обуви и брюк было трудным, трудоемким и дорогостоящим, так как каждый ботинок должен был быть сшит вручную после подгонки к каждому главному актёру. Были трудности в общении, так как сапожник говорил на ограниченном английском языке и иногда путал заказы обуви из-за похожих имен. Комбинезоны, выполнявшие более утилитарную функцию, были единственными костюмами с карманами и сшиты из тяжелого спандекса, который требовал специальной иглы, чтобы проколоть толстый материал. Также были созданы различные полевые куртки, одежда для отдыха, и скафандры. Поскольку эти части должны были быть разработаны и завершены до того, как большинство актёрских ролей были определены, актёров подбирали учитывая, насколько хорошо актёры будут влезать в существующие костюмы.
Для жителей Сан-Франциско Флетчер решил предоставить большую свободу в одежде. Большая часть материалов для этой повседневной одежды была найдена в старых кладовых «Парамаунта», где хранилось большое количество неиспользованных или забытых шелков, крепов и кожи. Часть материала была отобрана Сесилем Б. Демиллем в 1939 году, и была в идеальном состоянии: красная, чёрная и золотая парча была соткана из настоящего золота и серебра, обернутого вокруг шелковой нити. Созданный из этого материала костюм был использован для посла Бетельгейзе и, при цене $10 000 только за ткань, был самым дорогим костюмом, когда-либо носимым голливудским статистом. Флетчер также переработал замшу из фильма «Десять заповедей» для костюмов заранитов. С одобрения Родденберри Флетчер создал детальную легенду для инопланетных рас, видимых на Земле и на палубе отдыха, описывающую их внешний вид и состав их костюмов.
Фред Филлипс, оригинальный дизайнер вулканских ушей Спока, работал визажистом фильма. Он и его сотрудники создали пятьдесят масок и грим для инопланетян, появляющихся в фильме. Дизайн был разработан самим Филлипсом или по эскизам Флетчера. За время долгой работы в «Звёздном пути» Филлипс в этом фильме произвел своё 2000-е ухо Спока. Каждое ухо было сделано из латекса и других ингредиентов, смешанных вместе в кухонном миксере, а затем выпекалось в течение шести часов. Хотя Филлипс сохранил оригинальные слепки из телесериала, использовавшиеся для изготовления ушей, уши Нимоя выросли за десять лет, и пришлось изготовить новые слепки. В то время как на телевидении уши можно было использовать до четырёх раз, поскольку порезы и разрывы были не видны на экране, для фильма Филлипс должен был создавать около трёх пар в день для Нимоя во время съёмок. Поднятые вверх вулканские брови требовалось наносить волосок за волоском для придания им должной детализации, и Нимою требовалось более двух часов, чтобы подготовиться к съёмкам — вдвое больше, чем для телевидения.
Помимо создания вулканских ушей и инопланетных масок, Филлипс и его помощник Чарльз Шрам наносили обычный макияж другим актёрам. Голову Персис Хамбатты каждый день брили, а затем накладывали макияж, чтобы уменьшить отражение света прожекторов от головы. Поначалу Хамбатта не испытывала опасений из-за бритья головы, но начала беспокоиться, отрастут ли волосы. Родденберри предложил застраховать волосы Хамбатты после того, как актриса озвучила свои опасения, полагая, что цена такой страховки будет ничтожной. Родденберри также увидел другие преимущества в страховом полисе:
"…Во-вторых, [страховка] будет иметь то преимущество, что успокоит [Хамбатту] и заставит её чувствовать себя более комфортно. В-третьих и последних, если цена окажется ничтожной, наш публицист Джон Ротвелл уверяет меня, что мы, вероятно, можем получить во много раз больше от рекламы страховки.
Идея была отброшена, когда оказалось, что такая гарантия будет очень дорогой: страховая компания полагала, что будет трудно доказать, что волосы отросли точно так же, как и раньше. Вместо этого Хамбатта посетила салон ухода за кожей Жоржетты Клингер в Беверли-Хиллз, где эксперты рекомендовали ей пройти курс из шести процедур по уходу за лицом и кожей головы в ходе съёмок, а также рекомендовали ежедневную процедуру по уходу за кожей с использованием очищающего мыла, бриллиантина, кондиционера, средства для снятия макияжа и очищающего лосьона. Студия согласилась, что эти меры необходимы, и оплатила счёт, так что Хамбатта потратила шесть месяцев, следуя утомительным инструкциям (её волосы в конечном итоге отрасли без проблем, хотя она сохранила свои обстриженные локоны после окончания съёмок).

### Технические консультанты
За десятилетие, прошедшее между окончанием телесериала «Звездный путь: Оригинальный сериал» и фильмом, многие из футуристических технологий, которые появились на шоу — электронные двери, которые открываются автоматически, подкожные инъекции, говорящие компьютеры, оружие, которое оглушает, а не убивает, и личные коммуникационные устройства — стали реальностью. Родденберри настоял на том, чтобы технология на борту «Энтерпрайза» была основана на устоявшихся научных теориях. Фильм также получал технические консультации от НАСА, Лаборатории реактивного движения Калифорнийского технологического института и Массачусетского технологического института, а также таких лиц, как бывший астронавт и писатель-фантаст Айзек Азимов.
Наибольшее количество технических предложений для производства поступило от НАСА, которое предоставило трекера Еско фон Путткамера в качестве советника фильма. Родденберри знал Путткамера с 1975 года, когда их познакомил общий друг, помощник директора по астронавтике Смитсоновского института. С 1976 года и до завершения фильма Путкамер снабжал сценаристов, продюсера и режиссёра записками обо всех технологиях в сценарии; ученый просматривал каждую строчку в сценарии и при этом бесплатно. «В научно-фантастических фильмах, в том числе и в недавнем прошлом, катастрофически не хватает хороших научных советов», — сказал он. «Звездные войны [это] действительно, не научная фантастика. Мне понравилось, но это сказка о принцах и рыцарях в другой галактике. Технологии [этого фильма] невероятны, невозможны с точки зрения науки».
Во время переписывания финальных сцен руководители студии столкнулись с Родденберри по поводу окончания сценария, полагая, что концепция живой машины была слишком надуманной. Руководители посоветовались с Азимовым: если автор решит, что разумная машина правдоподобна, конец может остаться. Азимову понравилась концовка, но он сделал одно маленькое предложение: он полагал, что слово «червоточина» употреблено неправильно и что аномалию, в которой оказался «Энтерпрайз», правильнее было бы назвать «временным туннелем».
Фильм стал одним из первых, содержащих комбинированные кадры, снятые системой автоматического повтора перемещений камеры Vista Flex, позволяющей совмещать в одном кадре несколько объектов и частей фона, отснятых отдельно друг от друга в несколько экспозиций.

### Съёмки
Съёмки первой сцены фильма начались 7 августа 1978 года. Перед включением камер было проведено несколько импровизированных церемоний. Родденберри подарил Уайзу свою бейсболку, украшенную золотыми буквами «Энтерпрайз» (она была подарена капитаном атомного авианосца «Энтерпрайз»). Затем Уайз и Родденберри разбили специальную бутылку шампанского на мостике (внутри не было жидкости, так как брызги шампанского могли повредить готовые декорации). Сцена, запланированная для съёмок, изображала хаос на мостике «Энтерпрайза» во время подготовки корабля к полёту; режиссёр Уайз сделал 15 дублей, прежде чем остался доволен сценой. В первый день были использованы 1650 футов (500 м) плёнки. Из них 420 футов (130 м) были признаны «хорошими», 1070 футов (330 м) были признаны «плохими», а 160 футов (49 м) были потрачены впустую. Только одна и одна восьмая страницы сценария были сняты.
Алекс Уэлдон был нанят для работы над спецэффектами для фильма. Уэлдон планировал уйти на пенсию после 42 лет работы с эффектами, но его жена убедила его взять на себя работу в «Звёздном пути», так как думала, что у него недостаточно работы. Когда Уэлдона наняли, многие эффекты уже были начаты или сделаны Раггом; Уэлдону предстояло завершить наиболее сложные и высокобюджетные эффекты для фильма. Первый этап подготовки включал анализ сценария по количеству, продолжительности и типу эффектов. Прежде чем были определены затраты и Уэлдон смог купить необходимые материалы, он и другие члены команды спецэффектов разработали план работ по качественным съёмкам эффектов.
Кинооператором фильма был Ричард Х. Клайн. Работа над каждой сценой была выстроена следующим образом: сначала художник по эскизам Морис Зуберано рисовал наброски к сцене, затем Уайз решал, подходят ли они, затем Клайн и Майкельсон обсуждали картинку, которую они хотели получить (вместе с Уэлдоном, если были задействованы эффекты), затем сцена раскадровывалась и отдавалась Клайну для съёмки. Кинооператор обозначил свою функцию как «интерпретировать [предварительное] планирование и сделать его неизгладимым на пленке. Этот способ работы позволил всем быть на одной волне». Клайн вспоминал, что не было ни одного «легкого» кадра, так как каждый требовал особого внимания. Мостик, например, был освещен с низкой плотностью света, чтобы улучшить отображение консольных мониторов. Трудно было отснять дубль так, чтобы в кадре не было видно отражения экипажа на мониторах или света, проникающего через решетки пола.
Пока Клайн занимался освещением, качеством печати и цветом, сценарист Бонни Прендергаст делала заметки по ходу съёмок. Её роль заключалась в том, чтобы обеспечить преемственность гардероба, положений актёров и размещения реквизита от сцены к сцене. Любые изменения в диалоге или экспромты фиксировались аналогичным образом. Помощник режиссёра Дэнни Макколи в сотрудничестве с менеджером производственного подразделения Филом Роулинсом отвечал за последовательность съёмки сцен фильма и подбор статистов. Роулинсу, Макколи, менеджеру по производству Линдсли Парсонсу-младшему и Катценбергу было поручено поддерживать темп съёмок как можно более быстрым и держать бюджет под контролем; каждый час работы стоил $4000.
Несмотря на усиленную охрану вокруг производства, в феврале 1978 года глава фан-группы «Звёздного Пути» округа Ориндж в Калифорнии сообщил ФБР, что один человек предложил продать планы съёмочной площадки. Продавец был осужден за кражу коммерческой тайны, оштрафован на $750 и приговорен к двум годам условно. Для отслеживания гостей были созданы значки посетителей, которых (из-за их ограниченного количества) постоянно не хватало; среди посетителей были друзья актёров и съёмочной группы, пресса, лидеры фан-групп и такие знаменитости, как Клинт Иствуд, Тони Кёртис, Робин Уильямс и Мел Брукс. Охрана осматривала машины, покидающие съёмочную площадку, в поисках украденных вещей; даже главные действующие лица не избежали этого неудобства. Тем не менее журнал New West в марте 1979 года раскрыл большую часть сюжета, включая прибытие Спока на «Энтерпрайз», личность Ви’Джера и причину его прибытия на Землю.
К 9 августа производство уже на целый день отставало от графика. Несмотря на задержки, Уайз отказался увеличить съёмочный день больше двенадцати часов, чувствуя, что после этого потеряет свой авторитет как режиссёр. Он был терпелив на съёмочной площадке; на то, когда он окончательно выйдет из себя, делались ставки, но организаторы пари возвращали деньги, когда Уайз не доходил до этой стадии. Учитывая своё незнание исходного материала, Уайз полагался на актёров, особенно Шетнера, в обеспечении соответствия диалогов и образов персонажей шоу. В то время как сцены на мостике были отсняты быстро, проблемы со съёмкой сцены в транспортном отсеке задержали дальнейшую работу — экипаж, работающий на платформе транспортера, обнаружил во время репетиций, что их обувь плавится на освещённой сетке. Проблемы со сценами червоточины вызвали дальнейшие задержки. Кадры для сцены были сняты двумя способами: сначала на стандартных 24 кадрах в секунду, а затем на более быстрых 48 кадрах; нормальная съёмка была резервной, если эффект замедления, вызванный более быстрой скоростью кадров, не получился так, как планировалось. Съёмки затянулись так надолго, что для актёров стало привычкой пытаться превзойти друг друга в каламбурах, связанных с червоточиной. Сцена была завершена 24 августа, она снималась то же время и в том же павильоне, что и сцена в транспортном отсеке.
Пейзажи планеты Вулкан были созданы комбинацией съёмки у горячих источников Минервы в Йеллоустонском национальном парке и павильонных съёмок. Йеллоустон был выбран после того, как выяснилось, что съёмки в изначально запланированных турецких руинах будут слишком дорогими. Получить разрешение на съёмку в середине летнего туристического сезона было затруднительно, но Департамент парков согласился при условии, что команда не будет сходить с пешеходных дорожек, чтобы предотвратить повреждение геологических формаций. Зуберано, помогавший с выбором мест для съёмки, отправился в Йеллоустон и вернулся с несколькими фотографиями. Минор также совершил поездку и вернулся, чтобы создать большой набросок, изображающий, как может выглядеть сцена. После консультации с Майкельсоном команда решила использовать миниатюры на переднем плане для создания вулканских храмов в сочетании с настоящими горячими источниками на заднем плане. В фильме нижняя треть комбинированных кадров сцены состоит из миниатюрных лестниц, камней, кусочков красного стекла и вулканской статуи; в центре кадра съёмки Нимоя в парке, а в последней трети — дорисовка. 8 августа, на следующий день после начала студийных съёмок, в Йеллоустон отправилась вторая съёмочная группа из 11 человек. Съёмки заняли три дня.
По возвращении в Paramount художественному отделу пришлось воссоздать части Йеллоустона в большом резервуаре «Б», 110 на 150 футов (34 на 46 м) длиной. Резервуар был спроектирован так, чтобы быть затопленным миллионами галлонов воды для представления больших объёмов воды. Минор установил миниатюры на полу резервуара перед началом строительства и убедился, что тени, упавшие на Спока в Йеллоустоне, могут быть воссозданы. Фанерное основание было построено на металлических платформах для создания каменных силуэтов, усиленных проволочной сеткой. Пенополиуретан распылялся на каркас под наблюдением пожарного департамента Лос-Анджелеса. Нижняя часть миниатюры статуи была представлена 16-футовой (4,9 м) стекловолоконной ногой. Уэлдон добился эффектов, идентичных снятым в Йеллоустоне, с использованием сухого льда и паровых машин. Чтобы воссоздать внешний вид закрученных водоворотов в реальном Йеллоустоне, в бассейн съёмочной площадки выливали смесь испарённого молока, белой плакатной краски и воды. Пар, под давлением направляемый в бассейн через скрытые трубы, вызывал достаточное движение в водоворотах, чтобы дублировать отснятый материал. Из-за необходимости, чтобы солнце находилось в определённом месте во время съёмок, и чтобы окружающая среда была достаточно яркой, производство отстало от графика, когда в течение трёх дней подряд было не по сезону облачно. Любые дальнейшие сцены для воссоздания Вулкана были бы невозможны, так как декорации были снесены, чтобы служить парковкой на оставшуюся часть лета.
Взрыв компьютерной консоли, вызвавший неисправность транспортера, был смоделирован с помощью металлической губки для мытья посуды Brillo Pad. Уэлдон спрятал стальную вату внутри консоли и прикрепил дуговой сварочный аппарат, чтобы управлять им с помощью пульта дистанционного управления, когда актёр потянет за провод. Аппарат был переделан для того, чтобы создавать искру вместо сварочного пламени, заставляя стальную вату гореть и производить искры. Установка получилась настолько эффективной, что актёры постоянно пугались от вспышек и приходилось делать дополнительные дубли. Различные канистры и грузовые контейнеры подвергаются воздействию антигравитации на протяжении фильма — эти эффекты были выполнены несколькими помощниками Уэлдона. Они построили круговую дорожку, которая имела ту же форму, что и коридор, и подвесили задействованный для таких сцен реквизит на четырёх маленьких проводах, которые соединялись с дорожкой. Проволоку обработали специальной кислотой, в результате реакции проволока потускнела до тускло-серого цвета, который не отражался в тёмно-синем освещении коридора. Грузовые ящики были сделаны из лёгкой древесины бальсы, чтобы тонкие провода могли использоваться для подвешивания.
- Капитан, внутри (в печени; in the liver) облака есть объект.

- У тебя хватит смелости (внутренностей; guts) сказать мне это?!

Нимой и Шетнер импровизировали свои реплики в ответ на постоянные правки; Кёниг отмечал, что "мы всё больше отстаем от графика съёмок, но нам весело это делать".
К концу августа производство продолжало отставать от графика. Кёниг узнал, что вместо того, чтобы освободиться через 14 дней после завершения его сцен, его последний рабочий день будет 26 октября — на восемь недель позже, чем ожидалось. Следующие сцены на мостике, которые должны были быть сняты после сцен «червоточины» — приближение «Энтерпрайза» к Ви’Джеру и последовавшая за этим атака машины — были отложены на две недели, чтобы можно было спланировать и реализовать спецэффекты для эпизода. Кадры с ожогами Чехова, полученные во время атаки Ви’Джера, было трудно заснять. Хотя на плёнке инцидент занял всего несколько минут, Уэлдон потратил несколько часов на подготовку к нему. Вокруг руки Кёнига был обернут кусок алюминиевой фольги, покрытый защитной прокладкой, скрытой форменным рукавом. Уэлдон приготовил раствор аммиака и уксусной кислоты, который касался рукава униформы Кенига, заставляя его задымиться. Трудности привели к тому, что сцена снималась десять раз; это было особенно неудобно для актёра, чья рука была слегка обожжена, когда часть раствора просочилась к его руке.
Хамбатта также столкнулась с трудностями во время съёмок. Она отказалась появляться обнажённой, как того требовал сценарий, во время появления зонда Илии. Продюсеры уговорили её надеть закрытый купальник цвета кожи, но она простудилась из-за тумана в душе, образовавшегося из-за падения сухого льда в теплую воду и направления паров в душ скрытой трубкой. Хамбатте неоднократно приходилось выходить с площадки, чтобы избежать гиперкапнии. Одна сцена потребовала, чтобы зонд Илии прорезал стальную дверь в лазарете. Двери, сделанные из бумаги, гофрированного картона, покрытого алюминиевой фольгой, и пробки были испытаны до достижения надлежащего эффекта. Светящаяся кнопка в углублении горла зонда представляла собой 12-вольтовую лампочку, которую Хамбатта могла включать и выключать с помощью скрытых проводов.
Последняя неделя производства была переполнена проблемами. Красные гелевые огни казались оранжевыми при просмотре ежедневных кадров; свет был неисправен, и трёх человек чуть не убило током. 26 января 1979 года, через 125 дней после начала, съёмки были завершены. Три основных актёра — Шетнер, Нимой и Келли — произнесли свои последние реплики в 16:50 вечера. Прежде чем команда смогла разойтись по домам, была отснята последняя сцена — кульминационное слияние Декера и Ви’Джера. Сценарий предписывал сильный акцент на освещение, со спиралевидными и ослепительными белыми огнями. Коллинз был весь в крошечных клочках ваты, приклеенных к его пиджаку. Всё это было придумано для создания ореола вокруг его тела. Для создания эффекта слияния Декера с живой машиной использовались вертолетные огни, 4000-ваттные лампы и ветряные машины. Первые попытки съёмок сцены стали кошмаром для съёмочной группы. Экстремальное освещение подсветило обычно невидимые частицы пыли в воздухе, что создало эффект, как будто актёры попали в метель. Во время пересъёмки в течение недели экипаж постоянно протирал и вытирал пыль, и потребовалась дальнейшая техническая обработка отснятого материала, чтобы полностью устранить пыль из кадра.
Две недели спустя весь актёрский состав и команда присоединились к руководителям студии для традиционной вечеринки. Четыреста человек присутствовало на мероприятии, которое проводилось в двух ресторанах в Беверли-Хиллз. В то время как большая часть команды готовилась к постпродакшн, Уайз и Родденберри были благодарны за возможность взять короткий отпуск от фильма, прежде чем вернуться к работе.

### Постпродакшн
В то время как актёры ушли работать над другими проектами, постпродакшн-команде было поручено завершить фильм к Рождеству. Окончательная доработка заняла в два раза больше времени, чем процесс съёмок. Монтажёр Тодд Рамзи и его помощники провели основную работу по синхронизации кино- и аудиодорожки. Полученный материал был использован для планирования звуковых эффектов, музыки и визуальных эффектов, которые были добавлены позже.
Родденберри также предоставил большой объём вводных, отправляя заметки Рамзи через Уайза с идеями по монтажу. Рамзи старался вырезать как можно больше ненужных кадров, не нанеся ущерба персонажам и развитию сюжета фильма. Одной из идей Родденберри было заставить вулканцев говорить на их собственном языке. Поскольку оригинальные вулканские сцены были сняты с актёрами, говорящими по-английски, требовалась синхронизация фраз на «вулканском языке» с движениями губ актёров при монтаже.
После новаторских визуальных эффектов «Звёздных войн» продюсеры поняли, что «Звездный путь» потребует столь же высококачественных визуальных эффектов. Дуглас Трамбулл, режиссёр с отличной репутацией в Голливуде, который работал над спецэффектами для «Космической одиссеи 2001 года», был первым кандидатом на место создателя спецэффектов для фильма, но отказался от предложения — на тот момент он был занят в фильме «Близкие контакты третьей степени» и устал от того, что его игнорировали как режиссёра и приходилось штамповать спецэффекты для чужих фильмов; после завершения работы над эффектами для «Близких контактов» Трамбулл планировал начать съёмки своего собственного фильма. Следующий кандидат, Джон Дайкстра, тоже был занят другими проектами. Пол Рэбвин предположил, что продюсерская компания Роберта Абеля Robert Abel and Associates может справиться с этой задачей. Масштаб и размер эффектов выросли после того, как телевизионный фильм стал кинофильмом. Abel and Associates запросили $4 миллиона за создание эффектов для фильма, и Paramount согласилась. По мере добавления новых эффектов в сценарии, Абель запросил увеличение оплаты ещё на $750 000, и Родденберри предложил пересмотреть стоимость и расписание создания эффектов.
Появились слухи о трудностях, связанных со спецэффектами. Через год производства были потрачены миллионы долларов, но почти не было создано пригодных для использования кадров; Abel and Associates не имели опыта в производстве эффектов для кинофильмов, и крутая кривая обучения беспокоила продюсеров. Художник-постановщик Ричард Юрисич выступил связующим звеном между Абелем и Парамаунт. Чтобы ускорить работу, Абель перепоручил работу с миниатюрами и дорисовками Юрисичу. К началу 1979 года стало ясно, что, несмотря на освобождение от почти половины работ по эффектам, Abel and Associates не смогут завершить оставшуюся часть вовремя. С этого момента Трамбулл начал руководить созданием эффектов, значительно снизив роль Абеля. (Из-за того, что Трамбулла не интересовало только создание спецэффектов, он, по слухам, получил шестизначную оплату за эту работу и возможность в дальнейшем снять свой собственный фильм.) Творческие разногласия между Abel and Associates и продюсерской командой Парамаунт росли; Уайз, как сообщается, рассердился во время просмотра созданных Абелем эффектов, из которых студия признала годным для использования лишь один. Парамаунт уволила команду Abel and Associates 22 февраля 1979 года.
Студия потратила впустую $5 миллионов и год времени на сотрудничество с Robert Abel and Associates, зато Абель, по сообщениям, получил новую производственную студию, заполненную оборудованием, используя деньги Парамаунт, и якобы продал часть оборудования, оплаченного Парамаунт для этого проекта. Трамбулл тем временем закончил «Близкие контакты», но его полнометражный фильм был отменен Парамаунт, что некоторые сочли наказанием за отказ от работы со «Звёздным путём». Теперь Трамбулл приступил к работе, и основная ответственность за визуальные эффекты фильма перешла к нему. В марте студия предложила Трамбуллу карт-бланш, если он сможет завершить работу над визуальными эффектами к декабрю, дате выпуска фильма, с наступления которой Парамаунт начинала нести финансовые обязательства перед прокатчиками, выдавшими студии денежные авансы и планирующих Рождественские показы фильма. Трамбулл был уверен, что сможет выполнить работу без потери качества, несмотря на репутацию человека, который из-за своего перфекционизма пропускает сроки. Парамаунт назначила студийного руководителя для Трамбулла, чтобы убедиться, что он успеет до даты выпуска, и вместе с Юрисичем команда успеет закончить работу. Бюджет эффектов вырос до $ 10 млн.
Предыдущей работой Юрисича была работа оператора спецэффектов в «Близких контактах», и они с Трамбуллом восстановили команду и оборудование из этого проекта, увеличив число персонала и производственные площади. Не деньги, а время являлось основной проблемой: Трамбулл должен был создать за девять месяцев в два раза больше эффектов, чем в «Звездных войнах» или «Близких контактах», для завершения которых потребовались годы. Размер находящейся в Гленко производственной площадки, использованной для «Близких контактов», был сочтен недостаточным, и была арендована также соседняя площадка, где были построены пять студий, оборудованных съёмочными рельсами и прочими приспособлениями. Дайкстра и его компания из 60 человек стали субподрядчиками Трамблла.
Трамбулл и Дайкстра нашли модели Magicam проблематичными. Освещение клингонского крейсера было настолько тусклым, что не было никакой возможности сделать крейсера достаточно яркими на плёнке. Поскольку Трамбулл также чувствовал, что огни «Энтерпрайза» не подходят для его нужд, он перепрограммировал обе модели. Он усомнился, что «Энтерпрайз» может находиться на расстоянии нескольких световых лет от источника света и при этом быть полностью освещённым. Вместо того чтобы сделать корабль полностью темным, за исключением иллюминаторов, Трамбулл придумал систему самоосвещения. Он представлял себе корабль чем-то вроде океанского лайнера, «великой леди морей ночью». Аналогичный метод был использован на модели клингонского крейсера, но тот был сделан менее освещённым, чтобы показать вид, отличный от визуальных эффектов Федерации — крейсер должен был напоминать «вражескую подводную лодку во Второй мировой войне, которая была в море слишком долго». Модели были сняты в несколько проходов и скомпонованы вместе в постпродакшн; несколько проходов только с освещением моделей были добавлены к исходному проходу для окончательного вида. Сцена с клингонскими крейсерами была разработана таким образом, чтобы избежать ассоциаций со «Звёздными войнами» в начале фильма; одна модель использовалась для всех трёх кораблей, показанных в фильме.
Пока команда Дайкстры работала с эффектами кораблей, Трамбулл создавал облако Ви’Джера. Трамбулл хотел, чтобы облако имело определённую форму: «Оно не могло быть просто комком ваты, — сказал он, — у него должна была быть какая-то форма, которую можно было бы снимать на камеру под разными углами.» Были построены специальные рельсы для камеры, которая могла панорамировать и фокусироваться на 40 на 80 футах (12 на 24 м), а свет стробировал, для получения глубины кадра. В то время как команда планировала снимать в несколько проходов, чтобы обеспечить физическое движение облака, Трамбулл чувствовал, что это отвлекает от чувства масштаба, и поэтому небольшие анимации были тонко введены в конечный продукт. Торпедные эффекты были смоделированы выстрелом лазера через кристалл, установленный на вращающемся стержне после того, как эксперименты с катушками Теслы оказались недостаточными. Один и тот же эффект был перекрашен и использован и для клингонов и «Энтерпрайза», торпеды инопланетян светились красным, в то время как «хорошие парни» имели оружие синего цвета. Уничтожение кораблей Ви’Джером было создано с помощью сканирующих лазеров, снятых в несколько проходов, совмещённых на движущейся модели, чтобы создать окончательный эффект.
Сцены, в которых Кирк и Скотт подлетают к «Энтерпрайзу» в космическом доке, занимали две страницы сценария, но потребовалось 45 различных съёмок (в среднем по одной в день) для капсулы с Кирком, чтобы совершить полёт из космического офисного комплекса к стыковочному кольцу. Чтобы закончить эффект вовремя потребовались двойные смены каждый день. Для съёмки с близкого расстояния капсулы, летящей на «Энтерпрайз», в модель были вставлены крупные планы Шетнера и Духана, а в дальних кадрах использовались похожие куклы.
Дайкстра и Apogee Company создали три модели для станции «Эпсилон-9». Модель 6 на 3,5 фута (1,8 на 1,1 м) использовалась для дистанционных съёмок, а изолированная панель 5 на 6 футов (1,5 на 1,8 м) использовалась для более близких снимков. Модель диспетчерской вышки станции была скопирована с экранами задней проекции, чтобы добавить людей внутри. 2-футовая модель космонавта была создана для съёмок сцен в доке и сцен с выходом Спока в открытый космос. Задуманные уникальные эффекты разрушения станции пришлось отбросить из-за временных ограничений. Сам Ви’Джер был снят в туманной, задымлённой комнате, отчасти для того, чтобы передать глубину, а также чтобы скрыть все ещё строящиеся части корабля. Съёмки в основном основывались на догадках [о том, как будет выглядеть конечный результат], так как каждая доступная камера использовалась, и эффекты должны были создаваться без помощи синего экрана.
Даже после смены производителя эффектов для фильма, Юрисич продолжал заниматься многими из дорисовок, используемых в фильме, ранее применявшихся в фильмах «День, когда остановилась Земля», «Бен-Гур», «К северу через северо-запад» и других. Декорации монтировались с натурными съёмками после закраски выбранной части кадра; голубое земное небо над Йеллоустоуном, например, было заменено красным вулканским пейзажем. Было использовано более 100 таких дорисовок.
Несмотря на то, что он был нанят после завершения почти всех основных съёмок, Трамбулл внёс огромный творческий вклад в фильм. Например, последовательность выхода в космос Спока была радикально изменена по сравнению с версией Абеля. Первоначальный план состоял в том, чтобы Кирк последовал за Споком в скафандре и подвергся атаке массы сенсорных организмов. Спок спасет своего друга, и эти двое пролетят сквозь облако Ви’Джера. Вайз, Клайн и Абель не могли договориться о том, как снимать эту сцену, и в результате получился плохо продуманный и неуклюжий эффект, который, по убеждению Трамбулла, разрушал сюжет и исправление которого стоило бы миллионов. Вместо этого он рекомендовал более простую последовательность, которая полностью исключала Кирка и была легкой для съёмки. Роберт Макколл, известный разработкой оригинальных плакатов к «Космической одиссее 2001 года», предоставил Трамбуллу концепт-арт для съёмок этой новой версии.

### Музыка
Музыкальное сопровождение для фильма «Звёздный путь» было написано главным образом Джерри Голдсмитом, который в дальнейшем писал музыку для фильмов «Звёздный путь 5: Последний рубеж», «Звёздный путь: Первый контакт», «Звёздный путь: Восстание» и «Звёздный путь: Возмездие», а также темы для телесериалов «Звёздный путь: Следующее поколение» (упрощённая вариация темы из фильма «Звёздный путь» и темы из «Оригинального сериала») и «Звёздный путь: Вояджер». Джин Родденберри изначально хотел, чтобы Голдсмит озвучил пилотный эпизод «Звёздного пути», «Клетка», но композитор был занят. Когда Уайз подписал контракт с Парамаунт, студия спросила режиссёра, не возражает ли он против использования Голдсмита. Уайз, работавший вместе с композитором в фильме «Песчаная галька», ответил: «Чёрт, нет. Он великолепен!» Позже Уайз считал свою работу с Голдсмитом одними из лучших отношений, которые у него когда-либо были с композиторами.
Голдсмит находился под влиянием великолепной романтической музыки из «Звездных войн». «Когда вы останавливаетесь и думаете об этом, космос — очень романтичная идея. Для меня это как времена Дикого Запада, только во Вселенной — это об открытиях и новой жизни […] это действительно основная предпосылка Звёздного пути», — сказал он. Напыщенный первый вариант основной темы фильма, созданный Голдсмитом, напомнил Рамзи и Уайзу о парусниках. Не в состоянии сформулировать, что, по его мнению, было не так с музыкой, Уайз рекомендовал написать совершенно другую тему. Несмотря на раздражение, вызванное отказом, Голдсмит согласился переработать свои первоначальные идеи. Переписывание темы также потребовало изменений в нескольких композициях, написанных Голдсмитом до написания основной темы. Приближение Кирка и Скотта к ремонтирующемуся «Энтерпрайзу» на шаттле продолжалось пять скучных минут (так как эффекты были добавлены сильно позже), требуя от Голдсмита поддерживать интерес к изображаемому. Фильм «Звёздный путь» — единственный фильм франшизы, имеющий в звуковом оформлении настоящую увертюру, «тему Илии» (позже переработанную Шоном Кэссиди в песню «Звезда за пределами времени» на слова Ларри Кусика), также звучащую в дополнительных сценах к фильму на DVD-релизе режиссёрской версии фильма. «Звездный путь» и «Чёрная дыра» были единственными полнометражными фильмами, использующими увертюру с конца 1979 по 2000 год (когда увертюру использовал Ларс фон Триер в фильме «Танцующая в темноте»).
Большая часть оборудования звукозаписи, используемого для создания сложных звуковых эффектов фильма, была чрезвычайно передовой для того времени. Среди этих предметов был ADS (Advanced Digital Synthesizer) 11, изготовленный в Пасадине калифорнийским производителем синтезаторов Con Brio, Inc. Фильм обеспечил широкую известность этому синтезатору. Саундтрек фильма также обеспечил дебют для Blaster Beam, электронного инструмента длиной от 12 до 15 футов (3,7 до 4,6 м). В фильме звучит бластер-бим, созданный Крейгом Хаксли, музыкантом, который также сыграл небольшую роль в эпизоде «Оригинального сериала». Его бластер имел стальные струны, подключённые к усилителям, установленным на брусе из алюминия; Хаксли играл на нём при помощи гильзы от артиллерийского снаряда. Голдсмит услышал его и тут же решил использовать для темы Ви’Джера — мрачный, пугающий звук передавал угрозу, исходящую от этого таинственного объекта. В качестве музыкальных инструментов использовались несколько современных синтезаторов, в частности Yamaha CS-80, ARP 2600, Oberheim OB-X и Serge synthesizer. Тему Ви’Джера при подходе к нему «Энтерпрайза» исполняет большой орган — буквальное указание на мощь машины.
Голдсмит написал музыку к фильму в течение трёх-четырёх месяцев — относительно расслабленный график по сравнению с типичным производством — но чтобы уложиться в срок, ему пришлось привлекать коллег для помощи в работе. Александр Каридж, композитор оригинальной темы «Звездного пути», предоставил аранжировки для сопровождения записей журнала Кирка, в то время как Фред Стейнер написал 11 дополнительных тем, в частности музыку для сопровождения «Энтерпрайза», достигающего варп-скорости и впервые встречающегося с Ви’Джером. Необходимость скорейшего завершения производства повлияла и на музыкальное сопровождение фильма. Последняя сессия звукозаписи закончилась в 2 часа ночи 1 декабря, всего за пять дней до выхода фильма.
Альбом с музыкой фильма был выпущен Columbia Records в 1979 году вместе с выходом фильма и стал одним из бестселлеров Голдсмита. Sony Legacy Recordings выпустила расширенное двухдисковое издание саундтрека 10 ноября 1998 года: к альбому была добавлена ещё 21 минута музыки, чтобы дополнить оригинальный трек-лист, и был изменён порядок композиций для отражения сюжетной линии фильма. Первый диск содержит столько музыки, сколько может поместиться на 78-минутный диск, а второй — документальную аудиопередачу 1976 года «Внутри Звёздного Пути». В 2012 году саундтрек был выпущен ещё раз La-La Land Records в сотрудничестве с Sony Music — это трёхдисковое издание впервые содержит всю музыку к фильму, плюс альтернативные и неиспользованные темы, в дополнение к ремастерингу оригинального альбома 1979 года.
Музыка Голдсмита к фильму «Звёздный путь» номинировалась на Оскар, Золотой глобус и премию Сатурн. Она часто рассматривается как одно из величайших произведений композитора, а также была одним из 250 кандидатов на включение в список Американского института кино Лучшая музыка в американских фильмах, но не вошла в него (в отличие от музыки к фильмам «Китайский квартал» и «Планета обезьян» того же композитора).

### Звуковые эффекты
Звуковой дизайнер Фрэнк Серафин, давний поклонник «Звёздного пути», был приглашен для создания звуковых эффектов для картины. Получив доступ к современному аудиооборудованию, Серафин увидел в картине шанс модернизировать устаревшие методы работы со звуком в киноиндустрии с помощью цифровых технологий. Из-за фонового шума, такого как работа камеры, большая часть звукового окружения или диалогов, записанных на съёмочной площадке, была непригодна для использования, и работа Серафина заключалась в создании или воссоздании этих звуков.
Когда все звуковые элементы были записаны, они были классифицированы на три группы: «эффекты A», «эффекты B» и «эффекты C». «Эффекты А» — синтезированные или натуральные звуки, которые были важны для картины, такие, как звук оружия Ви’Джера (частично выполненный с помощью инструмента Blaster Beam), например, или вулканское слияние разумов, а также транспортеры, взрывы и озвучивание движения на варп-скорости. «Эффекты В» состояли из незначительных звуков, таких как щелчки переключателей, звуковые сигналы или перезвон. «Эффекты С» были звуками, задающими настроение — звуки толпы и окружающий шум. Все элементы микшировались в общую шумовую фонограмму для ускорения интеграции в финальную звуковую дорожку фильма.
Когда было анонсировано производство фильма, многие музыканты, играющие на синтезаторах, представили демозаписи Paramount. Рамзи и Уайз посовещались и решили, что фильм должен иметь уникальный звуковой стиль; они были особенно озабочены тем, чтобы избежать звуков, которые стали повсеместными и клишированными от повторяющегося использования в научно-фантастических фильмах. Такие сцены, как активация большого экрана мостика «Энтерпрайза», остались без звука, для создания более комфортной атмосферы. Напротив, почти каждое действие на клингонском мостике производило шум, отражающий грубую эстетику инопланетян. Большая часть эффектов была создана с использованием цифровых синтезаторов, но использовались и записи настоящих звуков. Звуки затягивания объекта в червоточину были созданы путём замедления и реверсирования старой озвучки ковбойского сражения из архива Paramount, в то время как «растянутый» звук варп-ускорения был создан путём замедления звука удара по тарелке. Команда столкнулась с трудностями при переносе с четвертьдюймовой (0,64 см) ленты, использованной при записи звуков, на 35 мм плёнку, используемую для фильма; хотя фильм должен был быть выпущен со звуковой дорожкой Dolby Sound, Серафин находил более простым микширование звука без учёта конечного формата и перевод дорожки в конкретный формат позже, во время переноса на 35 мм плёнку.

## Некоторые темы
По словам Мишель и Дункана Барреттов, Родденберри крайне отрицательно относился к религии, что находило своё отражение в эпизодах телесериала «Звездный путь» — например в эпизоде «Кто скорбит по Адонису?», где бог Аполлон оказался инопланетным мошенником, а не божественной сущностью из прошлого Земли. В то же время, религиозный ученый Росс Кремер утверждает, что Родденберри «мягко критиковал» религию и в телевизионном шоу религия не отсутствовала, но являлась очень личным делом. Барретт полагает, что позиция Родденберри по отношению к освещению в сюжете религиозных вопросов изменилась к моменту создания полнометражных фильмов «Звёздного пути».
В телесериале мало времени уделялось размышлениям о судьбе умерших. В фильме, между тем, Декер по всей видимости убит при слиянии с Ви’Джером, но Кирк задается вопросом, видели ли они создание новой формы жизни. Декер и Илия числятся «пропавшими без вести», а не мертвыми, а освещение и эффекты, показывающие слияние и его результат, были описаны как «квазимистические» и «псевдорелигиозные». Обсуждение командой нового рождения показано в уважительном тоне. В то время как Ви’Джер — почти всемогущая машина, по словам Роберта Аса, фильм (как и его продолжение, «Звёздный путь 5: Последний рубеж») «неявно протестует против классического теизма».

## Прокат
Одновременно с выходом фильма, Pocket Books выпустил его новеллизацию, написанную Джином Родденберри — единственная книга по «Звёздному пути», написанная им. В книге добавлена предыстория и элементы сюжета, отсутствующие в фильме. Например, там упоминается, что Уиллард Декер является сыном коммандера Мэтта Декера из эпизода телесериала «Машина Судного дня» (идея, предназначавшаяся для отменённой «Фазы II»). Книга также имеет альтернативное начало, где появляются Виджур и Кирк, подробно описывающее сложности Кирка при его возвращении к командованию «Энтерпрайзом» и расширяющее линию отношений Илии и Декера. Написание имени зонда как Виджур использовалось исключительно в романе Родденберри, начиная с его первого появления (на странице 179 первого издания книги в мягкой обложке) и заканчивая сообщением (на странице 241) от Кирка, читающего неповрежденные буквы «V-G-E-R» на табличке вымышленного космического зонда «Вояджер 6». В дополнение к книге, печатная продукция по фильму включала книжку-раскраску, чертежи корабля и комиксовую адаптацию сюжета, опубликованную издательством Marvel Comics как «Marvel Super Special #15» (Dec. 1979). Выпущенные игрушки включали фигурки персонажей, модели кораблей и разнообразные часы, макеты фазеров и коммуникаторов. McDonald’s продавал специально разработанные Хэппи Мил «Звёздный путь». Маркетинг был частью скоординированного подхода Paramount и её материнского конгломерата Gulf+Western к созданию устойчивой продуктовой линейки «Звёздный путь». Новеллизация положила начало серии книг по «Звёздному пути» издательства Pocket Books, которая в течение десятилетия произвела 18 бестселлеров.
Из-за спешки с завершением производства тестовые предпоказы фильма не проводились, о чём Уайз позже сожалел. Режиссёр отвёз готовую ленту на мировую премьеру, которая состоялась в кинотеатре K-B MacArthur Theater в Вашингтоне. Родденберри, Уайз и основные актёры приняли участие в мероприятии, которое также послужило приглашением для фонда стипендий и образования молодежи Национального космического клуба. Ожидалось, что тысячи поклонников придут на премьеру, но дождь уменьшил явку поклонников примерно до 300. За премьерой последовал торжественный приём в Национальном музее воздухоплавания и астронавтики. Музей заполнили более 500 человек — актёры и съёмочная группа, работающие члены космического сообщества и несколько «хардкорных треккеров», которые могли позволить себе входную цену в $100. Фильм был первой крупной голливудской экранизацией телевизионного сериала, который был снят с эфира почти десять лет назад, и смог сохранить свой первоначальный основной актёрский состав.

### Кассовые сборы
Премьера фильма в Северной Америке состоялась 7 декабря 1979 года одновременно в 859 кинотеатрах и установила рекорд кассовых сборов в выходные в 1979 году, собрав $11 815 203 в первый уик-энд (обычно считается плохим временем для кинобизнеса). Фильм побил рекорд, установленный «Суперменом» в 1978 году, который показывался в аналогичном количестве кинотеатров, но был выпущен в конце декабря — более оживлённое время. За неделю фильм заработал $17 миллионов. Всего в американском прокате фильм был показан в 1 002 кинотеатрах и собрал $82 258 456 в Соединённых Штатах, что сделало его пятым по величине кассовым фильмом 1979 года в стране. В целом, он собрал $139 миллионов по всему миру. Фильм был номинирован на три премии «Оскар»: Лучший художник-постановщик (Гарольд Майкельсон, Джозеф Дженнингс, Леон Харрис, Джон Валлоне (постановщики), Линда Дессенна (декоратор)), Лучшие визуальные эффекты (Дуглас Трамбулл, Джон Дайкстра, Ричард Юрисич, Роберт Суорт, Дэйв Стюарт, Грант Маккьюн) и Лучший оригинальный саундтрек (Джерри Голдсмит), но не получил ни одной из них.
В Соединённых Штатах было продано наибольшее количество билетов на этот фильм из всех полнометражных фильмов по франшизе до фильма «Звёздный путь (2009)», и он остаётся самым кассовым фильмом франшизы по сборам во всем мире с поправкой на инфляцию, но Paramount сочла доходы от проекта большим разочарованием по сравнению с ожиданиями и маркетингом. Бюджет фильма в $46 миллионов, включая расходы на отменённую «Фазу II», считается самым большим из всех фильмов, выпущенных в Соединённых Штатах на тот момент. Дэвид Герролд до выхода фильма подсчитал, что для полной окупаемости для Paramount, его сборы должны быть в два-три раза больше бюджета. Студия винила переписывание Джином Родденберри сценария и его творческое руководство производством фильма в низких темпах съёмок и плохих кассовых сборах. Когда успешность проката фильма убедила студию поддержать создание (более дешёвого) сиквела, Родденберри был отстранён от творческого контроля на проектом. Харви Беннет и Николас Мейер сняли «Звёздный путь II: Гнев Хана», получивший лучшие отзывы (и ставший любимым среди фанатов) и продолживший франшизу. На волне успеха возрожденного бренда «Звёздный путь» на большом экране, Голливуд все чаще стал обращаться к материалам телесериалов 1960-х годов.

### Критический приём
Фильм получил отрицательные отзывы критиков; ретроспектива 2001 года для Би-би-си описала фильм как провал. По состоянию на апрель 2022 года фильм имеет рейтинг 45 % на веб-сайте Rotten Tomatoes на основе 44 обзоров с консенсусом: «благодаря лоскутному сценарию и переполненной диалогами сюжетной линии, самый большой злодей которой — облако, фильм „Звёздный путь“ менее чем благоприятный дебют для франшизы». Гэри Арнольд и Джудит Мартин из газеты Washington Post считали, что сюжет был слишком простой для такого длинного фильма, хотя Мартин считала, что по сравнению с такими научно-фантастическими фильмами, как «Космическая одиссея 2001 года», «Звёздные войны» и «Чужой», предпосылка фильма была «немного умнее». Ричард Шикель из американского журнала Time писал, что фильм состоит из космических кораблей, которым «требуется чрезмерное количество времени для перелёта в любую точку, и ничего драматического или интересного не происходит на этом пути». Шикель также посетовал на отсутствие «смело охарактеризованных» антагонистов и батальных сцен, которые сделали «Звёздные войны» интересными; вместо этого зрителям было представлено много разговоров, «большая часть из них на непонятном космическом жаргоне». Дэвид Денби из New York Magazine сказал, что медленное движение кораблей в космосе «перестало быть удивительным и элегантным» после таких фильмов, как «Космическая одиссея 2001 года», и что большая часть действия состояла в том, что экипаж реагировал на вещи, происходящие на главном экране мостика, что критик счёл «похожим на то, как кто-то смотрит телевизор». Американский еженедельник Variety не согласился, назвав фильм «триллером поиска и уничтожения, который включает в себя все ингредиенты, которые так популярны у поклонников телесериала: философская дилемма, обернутая в сценарий управления разумом, неприятности с космическим кораблём, надежный и понимающий Кирк, вечно логичный Спок и полная напряжения неожиданная концовка». Скотт Букатман сделал обзор фильма «Звёздный путь» в научно-фантастическом журнале «Арес» № 1. Букатман заметил, что «в телесериале трюк Родденберри состоял в том, чтобы носить маску гуманиста, когда он играет со своим монтажным набором. Масштаб телевизионного сериала держал его видение на удобном и всё ещё интересном уровне, но новый фильм, наконец, снял маску.»
Персонажи и актёры получили смешанные отзывы. Стивен Годфри из канадской ежедневной газеты «The Globe and Mail» высоко оценил их игру: «время отточило игру Леонарда Нимоя в образе загадочного мистера Спока […] ДеФорест Келли, как Доктор Маккой, такой же дерзкий, как всегда, и Джеймс Духан, как Скотти, все ещё бормочет о своих инженерных проблемах. На базовом уровне их диалоги — это набор случайных реплик раздражённых мужчин средних лет, спорящих о политике офиса. Это даёт отдых от звёзд и это прекрасно.» Годфри беспокоило только то, что воссоединение старых актёров грозило заставить случайных зрителей, никогда не видевших телесериал, чувствовать себя незваными гостями. Джудит Мартин считала персонажей более симпатичными, чем в аналогичных научно-фантастических фильмах. И наоборот, Гэри Арнольд посчитал, что игра основных актёров (в частности, Шетнера) была плохой; «Шетнер изображает Кирка таким высокомерным старым болваном, что лучше бы его оставили за этим столом», — писал он. — Шетнер обладает, пожалуй, наименее впечатляющим телосложением со времен Рода Стайгера, и его актёрский стиль начал напоминать худшее из Ричарда Бёртона. Винсент Кэнби из газеты «The New York Times» писал, что актёрам не приходилось много играть в фильме, основанном на эффектах, и они были «ограничены обменом многозначительными взглядами или пристальным взглядом на телевизионные мониторы, обычно с недоверием». Стивен Коллинз и Персис Хамбатта были приняты более благосклонно. Джин Сискел чувствовал, что фильм «склоняется к тому, чтобы быть сокрушительной скукой» в те моменты, когда Хамбатта не на экране, и Джек Кролл из американского журнала Newsweek чувствовал, что у неё было самое запоминающееся появление на экране. «[Хамбатта] достаточно симпатична, чтобы надеяться, что у неё будет шанс показать меньше тела и больше волос в будущих фильмах», — писал Стивен Годфри.
Многие критики считали, что спецэффекты затмевают другие элементы фильма. Кэнби писал, что фильм «больше обязан [Трамбуллу, Дайкстре и Майкельсону], чем режиссёру, сценаристам или даже продюсеру». Ливингстон чувствовал, что работа Трамбулла и Дайкстры над фильмом не была столь впечатляющей, как над «Звёздными войнами» и «Близкими контактами третьей степени» из-за ограниченного количества производственного времени. Годфри назвал эффекты «ошеломляющими», но признал, что они затмевают собой сюжет на протяжении двух третей фильма. Кролл, Мартин и Арнольд сошлись во мнении, что эффекты не в состоянии скрыть другие недостатки фильма: «Не уверен, что Трамбуллу и его команде удалось вытащить философские каштаны Родденберри и его соавторов из огня», — писал Арнольд.
Американский кинокритик Джеймс Берардинелли, обозревая фильм в 1996 году, написал что темп фильма затянут, а сюжет носит слишком близкое сходство с эпизодом «Подменыш» «Оригинального сериала», но посчитал начало и конец фильма сильными. Терри Ли Риу, биограф Дефореста Келли, отметил, что фильм доказал, что «тем, что отличало Звёздный путь от других шоу, была основа на актёрской игре». Медленный темп фильма, затянутые сцены реакции персонажей [на происходящее] и отсутствие динамичных сцен привели к тому, что поклонники и критики дали фильму множество прозвищ, таких как The Motionless Picture (неподвижный фильм), The Slow Motion Picture (медленный фильм), The Motion Sickness (болезнь движения), и Where Nomad Has Gone Before (где раньше был «Номад» [зонд в «Подменыше»], аллюзия на слоган франшизы Where no man has gone before).

## Награды и номинации
| Год  | Премия         | Категория                               | Номинанты | Результат |
| ---- | -------------- | --------------------------------------- | --- | --------- |
| 1980 | Оскар          | Лучшие декорации                        | Харольд Микелсон, Джо Дженнингс, Леон Харрис, Джон Валлоне (постановщики), Линда Дессенна (декоратор)                                                                               | Номинация |
| 1980 | Оскар          | Лучшие визуальные эффекты               | Дуглас Трамбулл, Джон Дайкстра, Ричард Юрисич, Роберт Суорт, Дэйв Стюарт, Грант Маккьюн                                                                                             | Номинация |
| 1980 | Оскар          | Лучшая музыка к фильму                  | Джерри Голдсмит | Номинация |
| 1980 | Золотой глобус | Лучшая музыка к фильму                  | Джерри Голдсмит | Номинация |
| 1980 | Сатурн         | Лучший научно-фантастический фильм      | Джин Родденберри | Номинация |
| 1980 | Сатурн         | Лучший режиссёр                         | Роберт Уайз | Номинация |
| 1980 | Сатурн         | Лучший актёр                            | Уильям Шетнер | Номинация |
| 1980 | Сатурн         | Лучшая актриса                          | Персис Хамбатта | Номинация |
| 1980 | Сатурн         | Лучший актёр второго плана              | Леонард Нимой | Номинация |
| 1980 | Сатурн         | Лучшая актриса второго плана            | Нишель Николс | Номинация |
| 1980 | Сатурн         | Лучшая музыка                           | Джерри Голдсмит | Номинация |
| 1980 | Сатурн         | Лучшие костюмы                          | Роберт Флетчер | Номинация |
| 1980 | Сатурн         | Лучший грим                             | Фред Б. Филлипс, Жанна Филлипс и Ве Нилл | Номинация |
| 1980 | Сатурн         | Лучшие спецэффекты                      | Дуглас Трамбулл, Джон Дайкстра, Ричард Юрисич | Победа    |
| 2002 | Сатурн         | Лучшее DVD-издание классического фильма | Роберт Уайз (режиссёр) Дэвид К. Фейн (продюсер) Майкл Матессино (руководитель восстановления)                                                                                       | Номинация |
| 2010 | Сатурн         | Лучший DVD-сборник                      | совместно с Звёздный путь II: Гнев Хана, Звёздный путь III: В поисках Спока, Звёздный путь IV: Дорога домой, Звёздный путь V: Последний рубеж и Звёздный путь VI: Неоткрытая страна | Победа    |
| 1980 | Хьюго          | Лучшая постановка                       | Роберт Уайз (режиссёр) Гарольд Ливингстон (сценарий) Алан Дин Фостер (сюжет) Джин Родденберри (сюжет)                                                                               | Номинация |

### Издания
Paramount Home Entertainment в 1981 году выпустила фильм на VHS, Betamax, Laserdisc и CED videodisc в оригинальной версии.
В 1983 году на телеканале ABC состоялась премьера расширенной версии фильма, к ленте было добавлено примерно 12 минут. В основном это были незаконченные сцены, собранные вместе для этого показа; Уайз не хотел, чтобы некоторые из показанных сцен вошли в окончательный вариант фильма. Эта версия в 1983 году была выпущена Paramount на VHS и LaserDisc.
Два сотрудника продюсерской компании Уайза, Дэвид Фейн и Майкл Матессино, обратились к Уайзу и Paramount и убедили их выпустить исправленную версию фильма на видео; Paramount выпустила обновленное режиссёрское издание фильма на VHS и DVD в 2001 году. Уайзу, считавшему оригинальный вариант фильма «незаконченным вариантом», была предоставлена возможность повторно отредактировать фильм, чтобы он более соответствовал своему первоначальному замыслу. Съемочная группа использовала оригинальный сценарий, сохранившиеся раскадровки, заметки и воспоминания режиссёра. В дополнение к сокращениям в некоторых сценах было создано 90 новых и переработанных компьютерных изображений. Были приняты меры к тому, чтобы эффекты плавно сочетались со старыми кадрами. Время фильма составило 136 минут, примерно на четыре минуты дольше, чем оригинальный вариант. В это издание также вошли в качестве дополнительных материалов удаленные сцены, которые были созданы специально для телевидения.
Подверглась изменениям и звуковая дорожка фильма. Для улучшения некоторых сцен был добавлен окружающий шум, такой как жужжание элементов управления мостика. Голдсмит всегда считал, что некоторые чересчур длинные музыкальные темы могут быть укорочены, поэтому он делал их повторяющимися. Хотя новые сцены не были добавлены, MPAA присвоила режиссёрскому изданию рейтинг PG в отличие от рейтинга G оригинального издания. Фейн приписал изменение рейтинга более «интенсивному» звуковому миксу, который сделал некоторые сцены (такие как сцены внутри Ви’Джера) «более угрожающими».
Режиссёрское издание было лучше воспринято критиками, чем оригинальный релиз. Марк Борн из The DVD Journal написал, что этот релиз продемонстрировал «более живую, более привлекательную версию фильма», которая была «так хороша, как могла бы быть в 1979 году. Может, даже лучше». Недовольство критиков вызвало изменение соотношения сторон издания на 2.17:1, в отличие от оригинального 2.40:1 Panavision. Джереми Конрад из веб-сайта IGN отметил, что несмотря на изменения, темп фильма все ещё может быть слишком медленным для некоторых зрителей.
По словам Фейна и Маттесино, Paramount дал режиссёрскому изданию «зёленый свет» с таким маленьким бюджетом, что его возможно было выпустить только в формате видео стандартной четкости. После того, как этот релиз был выпущен, Уайз и компания попытались убедить Paramount дать им бюджет, чтобы перевыпустить режиссёрское издание в формате видео высокой четкости, но студия отказалась, так как это потребовало бы затрат на повторный рендеринг эффектов.
Оригинальный вариант фильма был выпущен на Blu-ray Disc в мае 2009 года, одновременно с премьерой нового фильма «Звёздный путь», вместе с пятью другими фильмами эпохи «Оригинального сериала» в издании «Star Trek: Original Motion Picture Collection». Фильм был переиздан в формате 1080p высокой чёткости. Все шесть фильмов в этом издании имеют звук формата 7.1 Dolby TrueHD. На диске представлены новые комментарии авторов и составителей «Звёздного пути» Майкла и Дениз Окуда, Джудит и Гарфилда Ривз-Стивенса и Дарена Дохтермана. Оригинальный вариант был также выпущен вместе с четырьмя фильмами эпохи «Следующего поколения» в издании «Star Trek: Stardate Collection».